# Bassans
Els bassans (o basans) són els membres d'una tribu ijaws que viu a l'oest de Bayelsa, al sud de Nigèria. Els poblats dels bassans són: Ezetu (I i II), Koloama (I i II), Sangana, Furupa, Ukubie, Lubia, Azuzuama, Akparatubo i Ekeni. El bassan també és el nom d'un dialecte de la llengua izon
A diferència de les altres tribus ijaws, els bassans no tenen una tradició cultural d'un origen comú. Es creu que cadascun dels seus poblats fou creat per la colonització de migracions separades. Així, no es va desenvolupar cap autoritat centralitzada en la tribu bassan. Algunes de les viles van forjar aliances temporals i altres van tenir lluites amb els seus veïns per disputes sobre la terra i els drets de la pesca.

## Història

### Orígens
El mot bassan deriva d'un grup de pobladors del districte de Nupe que van fundar les comunitats bassan. Al segle xii a.de C. ja hi havia membres del clan Beni de Nupe a l'antiga Oru però després foren dispersats. Una secció que es deia basan els va deixar durant el seu primer col·lapse (1300-1600 a. de C.) i van emigrar al delta del Níger. Els ancestres que van fundar la tribu bassan provenien d'una combinació de migracions que es van fer en diverses fases. Aquests proveniren del districte Nupe de Beni, d'Oyakiri, Warri i d'Apoi i Arogbo, a l'oest del delta i també de la zona central del delta. La fundació del clan bassan és posterior al segle xiv aC. Els diferents poblats van tenir orígens diferents.

### Esdeveniments importants
Els bassans han estat involucrats en diversos actes dins el Conflicte del delta del Níger:
- 19 de novembre de 2003: més de trenta joves de moltes comunitats bassans (Koluama I i II, Ezetu I i II, Foropah, Fishtown, Ekeni i Sangama) van envair les plataformes petrolieres de la Chevron i van prendre com a ostatges diversos treballadors nigerians i estrangers.[4]

- 11 de novembre de 2004: Joves bassans van segrestar sis treballadors estrangers de la companyia petroliera Conoil Limited. Els segrestats van ser portats a Sangama, a la LGA de Brass.

- 1 de novembre de 2005: Dones de moltes comunitats bassans (Koluama I i II, Ekeni, Forupa, Fishtown, Ezetu I i II i Sangana - també conegudes com les comunitats KEFFES) van fer una protesta que va durar tres dies a fora de les oficines de la Chevron de Yenagoa.[5]

- 2 de novembre de 2006: Homes armats van segrestar a dos treballadors estrangers (un anglès i un americà) que treballaven a Petroleum Geo-Services (contractats per la Chevron Corporation. Els homes armats afirmaren que havien actuat en nom de la comunitat Ezetu, una aldea propera a la plataforma Funiwa de la Chevron. La comunitat demandava a Chevron que els donés treball i que construís un hospital local.[6]
 Segons el negociador del govern de Bayelsa, contràriament al que es creia a Yenagoa, la comunitat fou la responsable de l'atac.[7]

## Poblats bassans que tenen companyies petrolieres
- Ekeni, Ezetu (I i II) hostatgen la companyia Peak Petroleum.
- Sangana, Fish Town, Ezetu (I i II), Kolokuama (I i II) són poblats en les que hi ha la companyia Chevron-Texaco.

Santana no és cap poblat de la tribu bassant, sinó que és un poblat del clan dels akasses, a la LGA de Brass, a l'estat de Bayelsa.